# 李师师 (电视剧)
《李师师》是湖南金蜂音像出版发行总公司于1989年拍摄的16集古装历史电视连续剧。编剧成翔、楠槟、嘉锡，导演彭蒂、侯之，主要演员何晴、赵宏基。
电视剧取材于作家徐兴业小说《金瓯缺》。演述了一位宫藏粉黛三千，却情系青楼的皇帝与沦落风尘，却自视皎洁的烟花女子的情爱悲剧。1990年，获首届全国电视录像片三等奖。

## 演员
- 何　晴 饰 李师师
- 赵宏基 饰 宋徽宗
- 张永顺 饰 戈　罕
- 张景素 饰 李姥姥
- 安　基 饰 龟　奴
- 廖静红 饰 惊　鸿
- 刘　芳 饰 韦　妃
- 左大玢 饰 郑
- 孙振华 饰 高　俅
- 翁立才 饰 吕老爹
- 金　亮 饰 小顺子
- 唐国华 饰 乔　妃
- 耿秀珍 饰 王大妈
- 岳躍利 饰 蔡　攸

## 职员
- 监制：李青林、金汉珊
- 历史顾问：徐兴业
- 摄像：刘建宁
- 美术设计：张京信
- 作曲：徐景新、余致迪
- 责任编辑：康健民、彭铁
- 造型设计：李萍
- 剪辑：诸锦顺
- 演奏：上海电影乐团
- 指挥：宋光海
- 独唱：曹燕珍